# 基斯甸·艾格拿
基斯甸·艾格拿（德語：Christian Eigler，（1984年1月1日—）），德國職業足球員，司職前鋒。